# 海尾
海尾，是臺灣高雄市彌陀區的一個傳統地域名稱，位於該區西部。相較於今日行政區，其範圍大致包括海尾里不含東部邊界地帶南段、南寮里北部西側凸出部分的北部邊界地帶中西段、漯底里西部凸出部分的西北側邊界地帶、彌陀里西部邊界地帶南段、彌壽里西部、光和里南部。
本地區境內主要聚落為海埔、六塊厝，設有彌陀國中。

## 歷史
台灣日治初期，海尾地區為一街庄，稱為「海尾庄」（舊制街庄），隸屬於仁壽上里。該庄昔日北與鹽埕庄為鄰，東與彌陀港庄為鄰，東南邊及南邊為漯底庄，西邊臨台灣海峽。
1901年（日治明治三十四年）11月11日，全台廢縣廳改設二十廳，該庄隸屬於鳳山廳。1904年（明治三十七年）5月3日，該庄編入「彌陀港區」，隸屬於鳳山廳。1909年（明治四十二年）10月25日，全台合併二十廳為十二廳，彌陀港區改隸屬於臺南廳。1920年（大正九年）10月1日，全台地方制度大改正，廢十二廳改設五州二廳，該庄改制為「海尾」大字，隸屬於高雄州岡山郡彌陀庄（新制街庄）。
戰後彌陀庄改制為彌陀鄉，隸屬於高雄縣，大字亦改制為村。1950年（民國39年）3月1日，彌陀鄉拆分出永安鄉，本地區仍隸屬於彌陀鄉。同年10月1日，高、屏分治，彌陀鄉仍隸屬於高雄縣。1951年（民國40年）4月20日，彌陀鄉再拆分出梓官鄉，本地區仍隸屬於彌陀鄉。2010年（民國99年）12月25日，高雄縣、市合併為直轄高雄市，彌陀鄉改制為彌陀區，村亦改制為里。

## 聚落
本地區發展較早的聚落為海埔、大山仔（已消失），在日治初期的官方地圖上已有記載。此外，本地區尚有六塊厝聚落。

## 交通
區道高23線是彌陀至典寶的道路，經過本地區東部邊界地帶。
區道高24線是海尾至彌陀的道路，其西側端點（起點）位於本地區西北部，由此向東南轉東會經過本地區的六塊厝、海埔等聚落。

## 學校
- 彌陀國中